# رنه مئولنستین
رنه مئولنستین (به انگلیسی: René Meulensteen) (زاده ۲۵ مارس ۱۹۶۴) مربی فوتبال اهل هلند است.او دارای مدرک A مربیگری یوفا می‌باشد و هم‌اکنون مربی تیم منچستر یونایتد است.